# Grincourt-lès-Pas
Grincourt-lès-Pas is een gemeente in het Franse departement Pas-de-Calais (regio Hauts-de-France) en telt 42 inwoners (2009). De plaats maakt deel uit van het arrondissement Arras.

## Geografie
De oppervlakte van Grincourt-lès-Pas bedraagt 2,8 km², de bevolkingsdichtheid is dus 15 inwoners per km².
De onderstaande kaart toont de ligging van Grincourt-lès-Pas met de belangrijkste infrastructuur en aangrenzende gemeenten.

## Demografie
Onderstaande figuur toont het verloop van het inwonertal (bron: INSEE-tellingen).